# ズオン・ティ・スアン・クイ
ズオン・ティ・スアン・クイ（ベトナム語: Dương Thị Xuân Quý, 楊氏春貴、1941-1969）は、ベトナム戦争に取材した従軍記者である。北ベトナム最初の女性従軍記者となった。1969年、中部ベトナムのダナン市近くで、行動を共にしていたゲリラが韓国軍に襲われ、彼女自身もおそらくは被弾して負傷し、行方不明となった。2007年に文学と芸術に関するベトナム国家賞を受賞。

## 生涯
1941年4月19日、ハノイ生まれ。祖籍はフンイエン省ヴァンザン県メーソー社のフーティ村。祖父のズオン・チョン・フォー（Dương Trọng Phổ / 楊仲普, (1862-1927)）は進歩的な儒教知識人で、東京義塾の広報を務めた人物。父のズオン・トゥ・クアン（Dương Tụ Quán, (1902-1969)）はフランス統治下のベトナムで議員を務め、いくつかの新聞や雑誌を創刊し編集もした。フランスの植民地支配に反対する主張をしたため、フランスの植民地政庁に何度も発売停止の処分を受けるが、その度に新しい新聞や雑誌を創刊した。二人の伯父、ズオン・バー・チャックとズオン・クアン・ハムも教育者として名高い。クイの姉妹のうち長姉は独立運動の活動家であり、1945年にホー・チ・ミンがハノイで独立宣言を行った時に国旗の掲揚を担当した。他の姉の一人は国営放送「ベトナムの声」で最初の女性ラジオアナウンサーとなった。
1946年の終わりごろ、第1次インドシナ戦争の戦火を避けて北部ベトナムのタイグエン省へ疎開。ここでの7年間で父親の影響もあって才能の片鱗を見せ、文学を志すようになる。1954年に家族と共にハノイへ戻る。高校卒業後、文学的才能の豊かさから中央宣伝省への就職を誘われるが断ってジャーナリストへの道を進む。1961年から1968年の間、ハノイ師範大学で夜間講義を受講する。
27歳の時に戦場ジャーナリストになると決意した。父親に懇願して書類に署名してもらい、ベトナム戦争をフィールドとする承諾を得た。父を説得する際には「これからどのようになるのかわからない歴史の目撃者となれる、一生で一度の機会だから」と言ったという。
クイは、当時最も激しい戦闘の行われていた中部ベトナムへ取材に行くことを志願した。100人を超える従軍記者、従軍カメラマンなどの中で、唯一の女性であった。当時生後16ヶ月だった娘を家に残してハノイを出発、ホーチミン・ルートを経由し、2ヶ月かけてダナン西方の山群に展開していたベトコンの根拠地に到着した。ここで同様に詩人でありジャーナリストでもあった夫ブイ・ミン・クォックと再会するが、夫妻は独立して報道の仕事をこなした。
1969年3月8日夜、クアンナム省 Thi Thại 村にて行方不明となる。ベトコンの一部隊と行動を共にしていたところ、部隊が大韓民国国軍所属の海兵隊に捕捉され、銃撃を受けた。生き延びたベトコンの証言によると、銃撃を受けてクイが彼の足元に倒れ、おそらくは被弾し負傷したものとみられる。彼が手榴弾を放り投げて時間稼ぎをしている間に部隊は逃げられたが、クイは取り残され、行方不明となった。40年後の現在に至るまで遺骨も見つかっていない。
家族は大変に苦しみ、千里眼に頼んで見つけてもらおうとさえした。夫と娘はベトナム戦争が終息してからクイが最後に目撃された村へ行き、村人の協力を得て彼女の痕跡を探した。そこで彼女のボタンと髪留めと思われるものを見つけたが、そうでない可能性もある。
クイは毎日日記をつけており、戦場へ向かうときは夫に日記を託した。残された日記には、ホーチミン・ルートを移動中、アメリカ軍の空爆を受けたことや、死の恐怖、必ず生きて戻る決意などが娘に向けてつづられていた。娘の2歳の誕生日をジャングルの中で祝ったという記述もあった。
夫のブイ・ミン・クォックとは1966年2月に結婚。一人娘の Bùi Dương Hương Ly は長じてBBCのジャーナリストとなっている。夫はベトナム戦争中、娘の名前を使った Dương Hương Ly の偽名で創作をしていた。なお、クイの父のズオン・トゥ・クアンは、クイが行方不明になった日の数週間後に亡くなった。

## 作品
- Chỗ đứng (truyện 1968)
- Gương mặt thách thức (bút ký, 1969)
- Hoa rừng (truyện kí 1970)

## 顕彰
最後に目撃された場所に、ダナン西方の山から切り出した大理石で記念碑が建てられたほか、ダナン市内に彼女の名前を冠した通りがある。また、2007年に文学と芸術に関するベトナム国家賞を受賞。